# RS-485
RS-485 (انگلیسی: RS-485) یا EIA-485 استانداردی در مخابرات و ارتباطات است، که مشخصات الکتریکی درایورها و گیرنده‌ها را برای استفاده در سیستم‌های ارتباط سریال، تعریف می‌نماید. این استاندارد از سیگنال‌های الکتریکی خطوط متوازن و سیستم‌های اتصال مخابراتی، پشتیبانی می‌کند. استاندارد RS-485 به‌طور مشترک توسط انجمن صنعت ارتباطات و اتحادیه صنایع الکترونیکی، منتشر می‌شود و کاربرد وسیعی در سیستم‌های کنترل صنعتی دارد.